# Grammomys caniceps
Grammomys caniceps là một loài động vật có vú trong họ Chuột, bộ Gặm nhấm. Loài này được Hutterer & Dieterlen mô tả năm 1984.